# Marianne Loir
Pour les articles homonymes, voir Loir.
Marianne Loir, ou Marie-Anne Loir est une artiste peintre française, née le 10 décembre 1705 à Paris et morte dans la même ville le 11 mai 1783.

## Biographie
Marie-Anne Loir est née à Paris le 10 décembre 1705 et a été baptisée le lendemain en l'église Saint-Benoît.
Son grand-père est le peintre et graveur parisien Nicolas Loir (1624-1679). Son père, Nicolas Loir, est marchand orfèvre. Lorsqu'elle naît, il est officier du roi, capitaine des gardes de la prévôté. Son frère Alexis III Loir (1712-1785) est pastelliste et sculpteur.

Entre 1738 et 1746, elle accompagne son frère à Rome, où il est pensionnaire de l'Académie de France à Rome. Elle se forme auprès de  Jean-François de Troy (1679-1752) qui est alors directeur de l'Académie de France à Rome. Elle est active entre 1745 et 1769. Elle peint à l'huile ou dessine au pastel les membres de la noblesse de province,. 

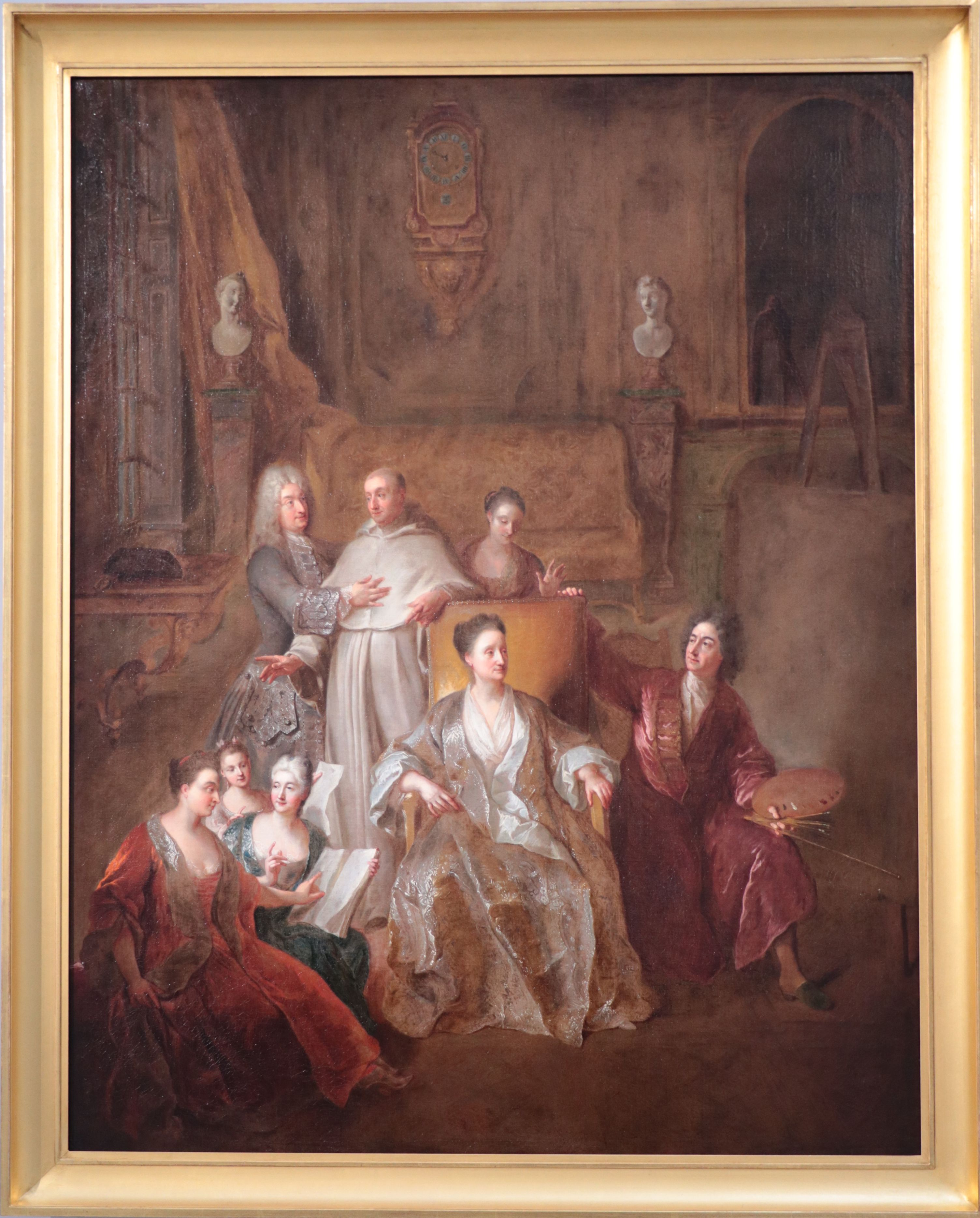
Portrait de la famille de l'artiste (1725), musée de Tessé, Le Mans.

En 1760, elle travaille pour une famille bourgeoise à Pau. En 1763, elle est active à Paris où elle peint le 1er septembre le portrait d'Antoine Duplàa. Elle quitte Paris vers 1765 pour la Provence, et devient membre de l'Académie des beaux-arts de Marseille en 1762. Elle semble avoir séjourné à Toulouse.
Son portrait le plus célèbre est celui de la Marquise du Châtelet, conservé au musée de Beaux-Arts de Bordeaux. Son portrait est plus réaliste que celui de Jean-Marc Nattier. Les draperies retombent plus simplement. Le visage de la marquise est plus spontané.
Marie-Anne Loir meurt à son domicile parisien de la rue Neuve-des-Petits-Champs le 11 mai 1783 et est inhumée le lendemain en l'église Saint-Roch de Paris, lieu de sépulture de nombreux artistes de l'époque

## Œuvres dans les collections publiques
Au Canada

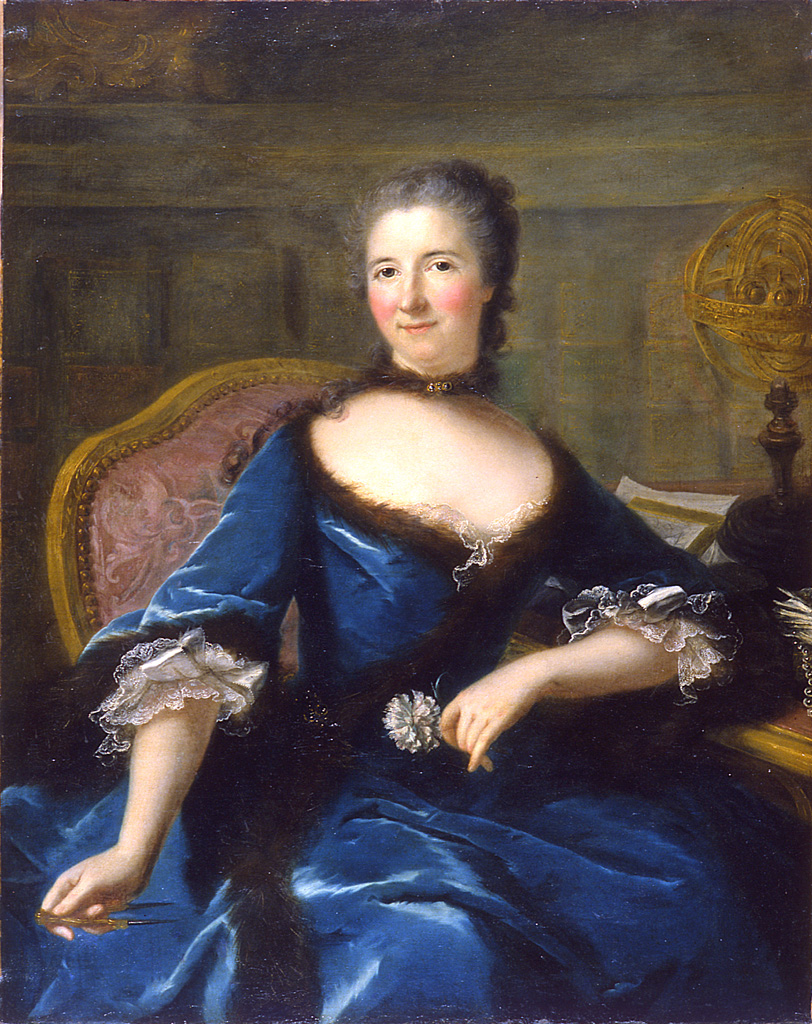
Portrait de Gabrielle Emilie Le Tonnelier de Breteuil, marquise du Châtelet (vers 1748), musée des Beaux-Arts de Bordeaux.

- Québec, Musée national des beaux-arts du Québec : 
  - Gaspard-Joseph Chaussegros de Léry, fils, 1751-1752 (attribution), huile sur toile, 80,8 × 64,9 cm[8],[9];
  - Gaspard-Joseph Chaussegros de Léry, fils, vers 1761-1762 (attribution), huile sur toile, 81,4 x 65 cm

Aux États-Unis
- Washington, National Museum of Women in the Arts : Portrait présumé de Madame Geoffrin, vers 1760, huile sur toile ;
- Portland, Portland Art Museum : Portrait d'un homme assis à son bureau, vers 1750, huile sur toile[10]

En France
- Bordeaux, musée des beaux-arts : Portrait de Gabrielle Emilie Le Tonnelier de Breteuil, marquise du Châtelet, vers 1740 (attribution), huile sur toile, 118 × 96 cm[11] ;
- Castries, château de Castries :
  - Portrait de Marie de Rey (1693-1778), duchesse de Fleury, vers 1750, huile sur toile, 102 × 87 cm
  - Portrait de Jean André Hercule de Rosset de Rocozel, chevalier de Fleury (1726-1786), vers 1760, huile sur toile, 78,5 × 63,1 cm (ovale)
  - Portrait de André Hercule de Fleury (1715-1788), huile sur toile, 33 × 25 cm
- Orléans, musée des beaux-arts : Portrait d'homme, avant 1769, huile sur toile, 80 × 64 cm[12] ;
- Le Mans, Musée de Tessé, Portrait de la famille de l'artiste, 1725, huile sur toile
- Saint-Lô, musée des beaux-arts : Portrait de Marie Charles Auguste Grimaldi (1722-1749), comte de Matignon, frère du prince de Monaco, vers 1740 (attribution), huile sur toile ;
- Tours, musée des beaux-arts :
  - Portrait d’Antoine-Vincent-Louis-Barbe Duplàa à l'âge de 9 ans, 1763, huile sur toile, 75 × 59 cm[6] ;
  - L'Enfant au râteau, huile sur toile, 75 × 59 cm ;

Au Royaume-Uni
- Barnard Castle, Bowes Museum : Portrait d'un gentilhomme écrivant, vers 1750 (attribution), huile sur toile, 112 × 86,7 cm ;

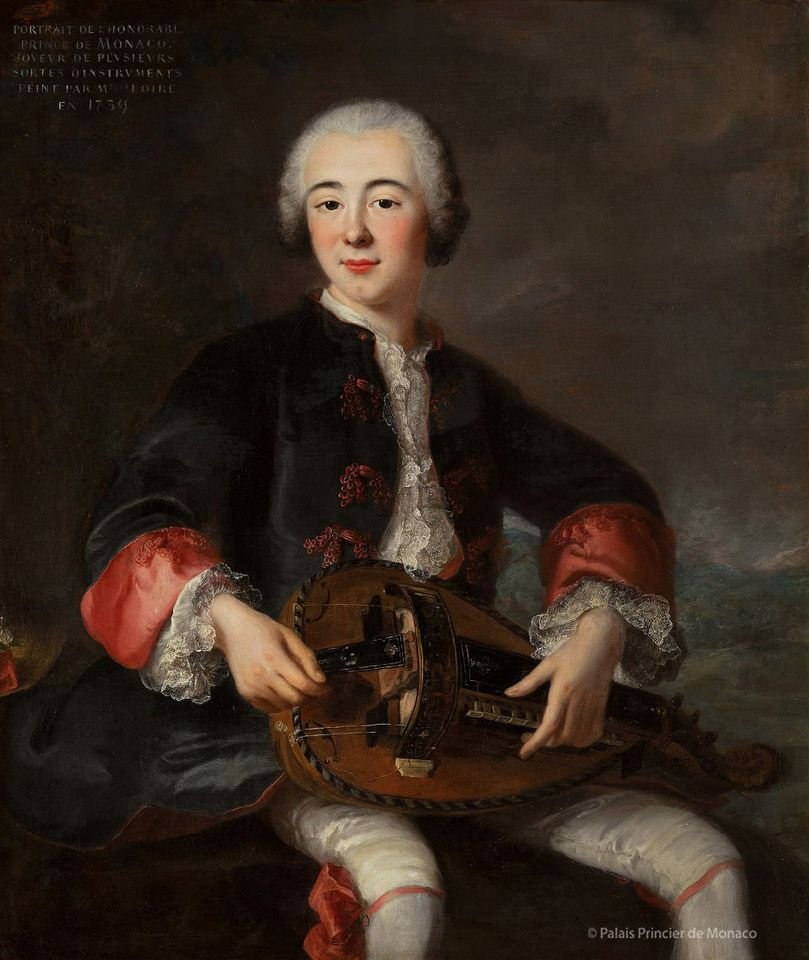
Honoré II jouant de la vielle (1739), Palais Princier de Monaco.
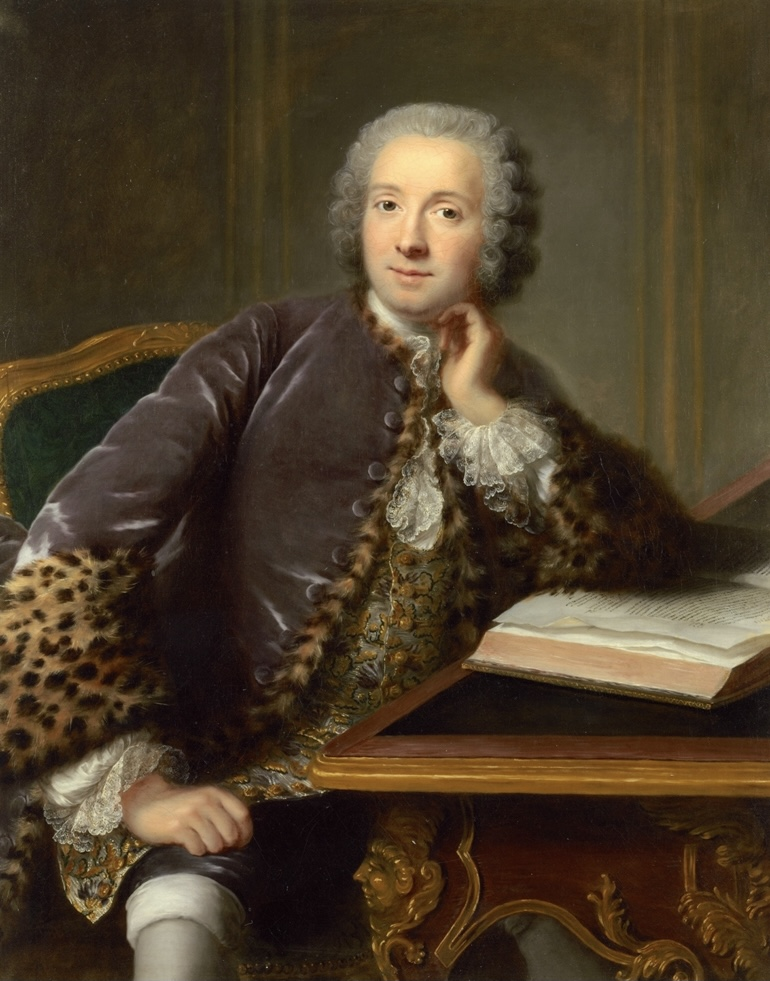
Portrait d'un homme (c. 1750), Portland Art Museum.
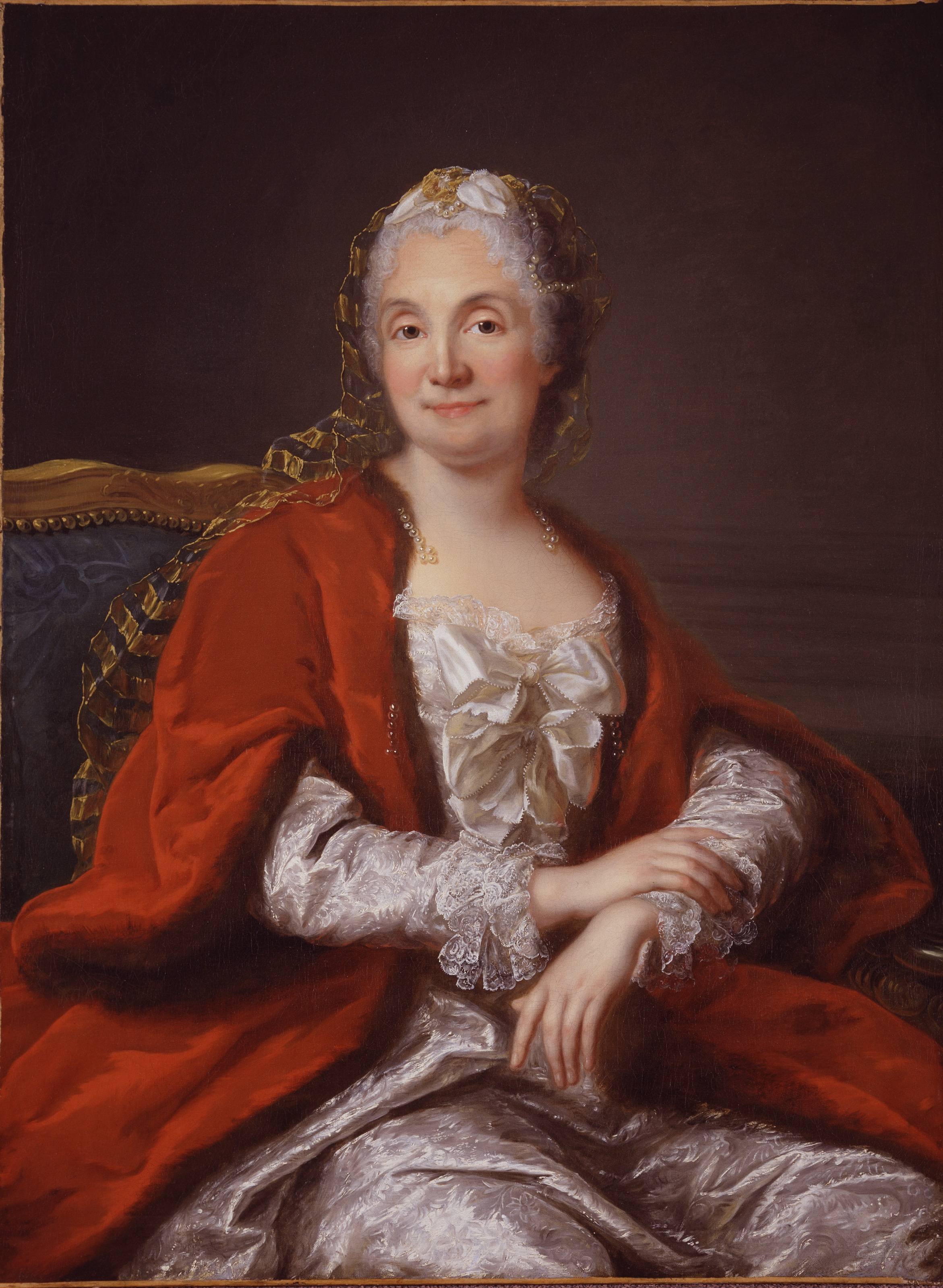
Portrait présumé de Madame Geoffrin (c. 1760), NMWA, Washington.

## Œuvres référencées, non localisées
- Portrait du Duc de Bourbon, 1737-1738, huile sur toile[13] ;
- Portrait de J. N. Regnault, huile sur toile[14].